# Adolfo Z. Wilson
Adolfo Zicovich Wilson (n. Rumania; 13 de marzo de 1894 - f. Buenos Aires, Argentina; 25 de noviembre de 1980) fue un reconocido empresario y productor rumano con una importante carrera en Argentina.

## Carrera
Adolfo Z. Wilson nació en Rumania a fines del siglo XIX, pero a los dos meses de vida, se trasladó junto a sus padres a la Argentina donde hizo su basta carrera en la cinematografía tanto como productor y distribuidor de películas. En la década del '10, se inició en publicidad, dibujando los carteles que ilustraban las entradas de los cines. Primero fue boletero y luego administrador del desaparecido Cine Cabildo. En los años '20, se vinculó con algunos productores del cine mudo y siguió en esa actividad, aunque luego se afirmó como distribuidor.
Se pudo lucir frente a brillante directores de la talla de Leopoldo Torres Ríos, José A. Ferreyra y Eduardo Morera. En el '30 colabora notablemente con la productora Patagonia Film lo que aseguró para la cinematografía de Argentina una nueva era de mejoramiento. Esto se debió en parte al fundar la "Cinematográfica Terra", de la que don Juan Racini fue gerente general.
En agosto de 1939, junto a Julio Joly y Clemente Lococo comandó la productora EFA ("Establecimientos Filmadores Argentinos") tras asociarse con el industrial jabonero Roberto Llauró, y donde trabajó junto con su amigo Alberto Vacarezza. Además junto a Lococo y Joly instalaron galerías en Barrio Constitución.
Wilzon solía viajar todos los veranos a Europa donde contrataba su material y entrevistaba a productores y estrellas. Solía declarar haber adquirido Metrópolis (mítico film extranjero dirigido por Fritz Lang), entre otros films.
Pertenece a una de las figuras pioneras del cine argentino en lo referido a producción junto a Julián de Ajuria, Mario Gallo y Ángel Mentasti.

## Filmografía
- 1931: Muñequitas porteñas
- 1937: Así es el tango
- 1938: La vuelta al nido
- 1938: Adiós Buenos Aires
- 1939: Los pagarés de Mendieta
- 1939: El sobretodo de Céspedes
- 1940: Sinvergüenza
- 1940: La luz de un fósforo
- 1942: ¡Gaucho!
- 1946: La tía de Carlos
- 1947: La mujer más honesta del mundo
- 1949: El hombre de las sorpresas
- 1955: Lo que le pasó a Reynoso[7]